# Little Bone Lodge
Little Bone Lodge ist ein Horror-Thriller von Matthias Hoene. Der Film mit Sadie Soverall, Neil Linpow, Cameron Jack und Joely Richardson in den Hauptrollen feierte im März 2023 beim FrightFest Glasgow seine Premiere.

## Handlung
Rose bewohnt mit ihrem Mann und Tochter Maisy ein Bauernhaus in den schottischen Highlands. Das Farmland muss die Matriarchin im Alleingang bewirtschaften, da ihr wortkarger Mann auf einen Rollstuhl angewiesen ist und sich kaum bewegen kann. 
Als sie eines stürmischen Abends gerade seinen Geburtstag feiern, hämmert jemand an die Tür. Draußen steht ein Mann namens Matty, der sie um Hilfe bei der Versorgung seines schwerverletzten und stark blutenden Bruders Jack bittet. Ihr Auto hatte sich überschlagen, als sie von der Straße abgekommen sind. Da Rose ausgebildete Anästhesistin ist, kann sie ihn fachmännisch medizinisch versorgen. Doch bald bemerken sie, dass die Männer nicht so ehrlich sind, wie sie vorgeben. Rose wird klar, dass ihre Familie von den beiden Kriminellen gefangen genommen wurde. Vor einigen Jahren hat sie einen Sohn verloren und diesen Verlust nie ganz verarbeitet. Rose will nicht, dass nun Maisy etwas geschieht.

## Produktion

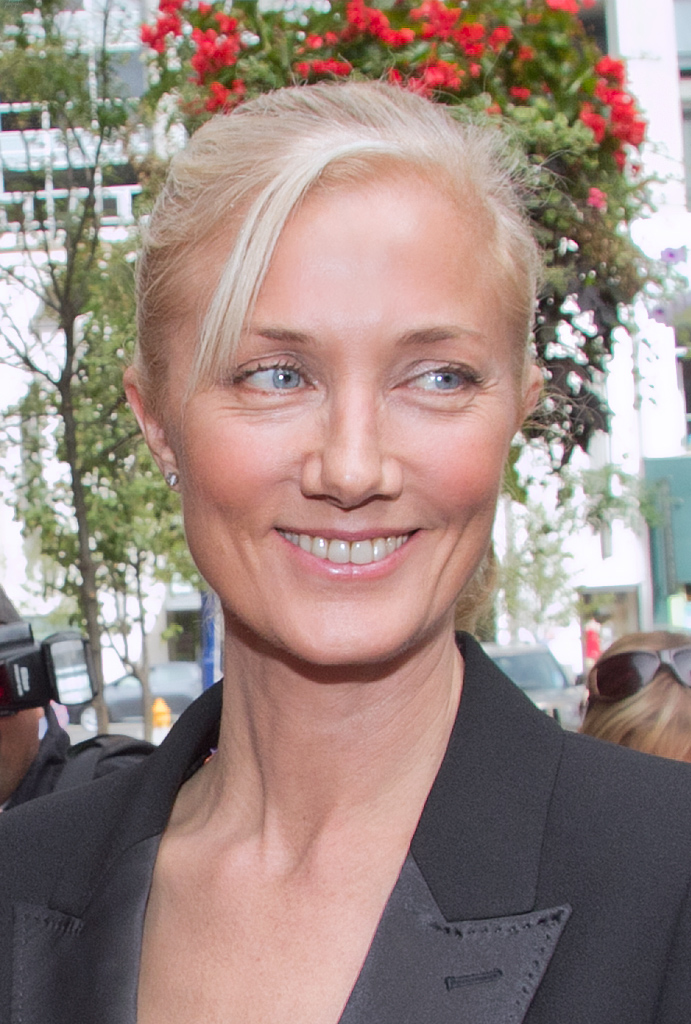
Joely Richardson spielt die Familienmatriarchin

Regie führte Matthias Hoene. Zu seinen früheren Arbeiten gehören Cockneys vs Zombies und The Warriors Gate. Das Drehbuch schrieb Neil Linpow.
Neben Joely Richardson in der Rolle der Familienmatriarchin Rose und Drehbuchautor Linpow in der Rolle des verletzten Jack sind Roger Ajogbe als der Ehemann, Sadie Soverall als ihre Tochter Maisy, Harry Cadby als Jacks Bruder Matty und Euan Bennet als Duncan zu sehen.
Die Filmmusik komponierte Christopher Carmichael. Das Soundtrack-Album mit insgesamt 22 Musikstücken wurde am 26. Oktober 2023 von Grand Gesture als Download veröffentlicht.
Die Rechte am Film für das Vereinigte Königreich und Irland sicherte sich Signature Entertainment. Die Weltpremiere erfolgte am 11. März 2023 beim FrightFest Glasgow. Am 16. November 2023 wurde der Film in Nordamerika als Video-on-Demand veröffentlicht. Am 12. Dezember 2024 soll der Film auf Blu-ray und DVD erscheinen.